# Phrynobatrachus schioetzi
Phrynobatrachus schioetzi es una especie de anfibio anuro de la familia Phrynobatrachidae.

## Distribución geográfica
Esta especie es endémica del estado de Cross River en Nigeria. Se encuentra en la meseta de Obudu. 
Habita a 1500 m sobre el nivel del mar.

## Etimología
Esta especie lleva el nombre en honor a Arne Schiøtz.

## Publicación original
- Blackburn & Rödel, 2011 : A new puddle frog (Phrynobatrachidae: Phrynobatrachus) from the Obudu Plateau in eastern Nigeria. Herpetologica, vol. 67, n.º 3, p. 271-287.[3]